# Egon Coordes
Egon Coordes (Bremerhaven, 1944. július 13. – 2025. június 17.) német labdarúgó, hátvéd, edző.

## Pályafutása

### Játékosként
1968–69-ben a TuS Bremerhaven 93, 1969 és 1971 között a Werder Bremen, 1971 és 1976 között a VfB Stuttgart labdarúgója volt.

## Edzőként
1977 és 1982 között az OSC Bremerhaven, 1986–87-ben a VfB Stuttgart, 1992-ben a Hamburger SV vezetőedzője volt. 1993–94-ben az emírségekbeli Al-Ahli, 1994–95-ben az osztrák Austria Wien, 1995–96-ban a Hannover 96, 1998–99-ben a svájci FC Luzern szakmai munkáját irányította. 1999-ben az iráni U23-as válogatott, 2001–02-ben az emírségekbeli Al-Khaleej, 2002–03-ban az osztrák FC Gatt edzője volt.